# Weissia sterilis
Weissia sterilis là một loài rêu trong họ Pottiaceae. Loài này được W.E. Nicholson mô tả khoa học đầu tiên năm 1903.